# 10739 Lowman
10739 Lowman este un asteroid din centura principală de asteroizi.

## Descriere
10739 Lowman este un asteroid din centura principală de asteroizi. A fost descoperit pe 12 mai 1988 la Observatorul Palomar de Carolyn S. Shoemaker și Eugene M. Shoemaker. Asteroidul prezintă o orbită caracterizată de o semiaxă mare de 3,16 ua, o excentricitate de 0,39 și o înclinație de 20,0° în raport cu ecliptica.